# 闵豫
闵豫（1933年—），男，江苏昆山人，中国石油地质工程师，曾任中华人民共和国石油工业部副部长，第四、六、七、八届全国政协委员。